# Le Festin en temps de peste
Le Festin en temps de peste (en russe : Пир во время чумы ; en orthographe précédant la réforme de 1917-1918 : Пиръ во время чумы) est une pièce de théâtre qu'Alexandre Pouchkine écrivit lors de l'épidémie de choléra qui sévit en Russie en 1831 et bloqua l'auteur dans son domaine de Boldino.
C'est une tragédie en vers. Des amis sont ensemble à Londres, pendant la grande peste de 1665. D'abord, ils festoient, bien qu'étant inquiets. Puis arrive un prêtre qui leur demande d'être sérieux. Les amis le chassent, mais ils ne retrouvent plus leur gaîté.

## Extraits
Voici quelques vers extraits de cette œuvre :
La Peste, une autre majesté,
Vient nous faucher de tous côtés
Et sa moisson s’annonce belle :
Elle erre et rage, nuit et jour,
Frappe aux carreaux à coups de pelle
Que faire ? Où trouver du secours ?

## Édition française
- Alexandre Pouchkine, Le convive de pierre et autres scènes dramatiques, traduction d'André Markowicz, Actes Sud, collection Babel, 1993, 2006 (Cet ouvrage contient toutes les autres œuvres dramatiques de Pouchkine (excepté Boris Godounov) : Le Chevalier avare, Mozart et Salieri, Le Convive de pierre, Une scène du Faust, La Sirène, Une scène de chevalerie)

## Adaptation
En 1900, le compositeur russe César Cui a composé une musique pour cette œuvre, la transformant ainsi en un opéra en un acte, dont le livret est le texte intégral de la pièce de Pouchkine. La première de cet opéra fut donnée le 11 novembre 1901 (calendrier julien), au Théâtre Noviy (théâtre nouveau) de Moscou.